# Sensibilisierung (Fotografie)

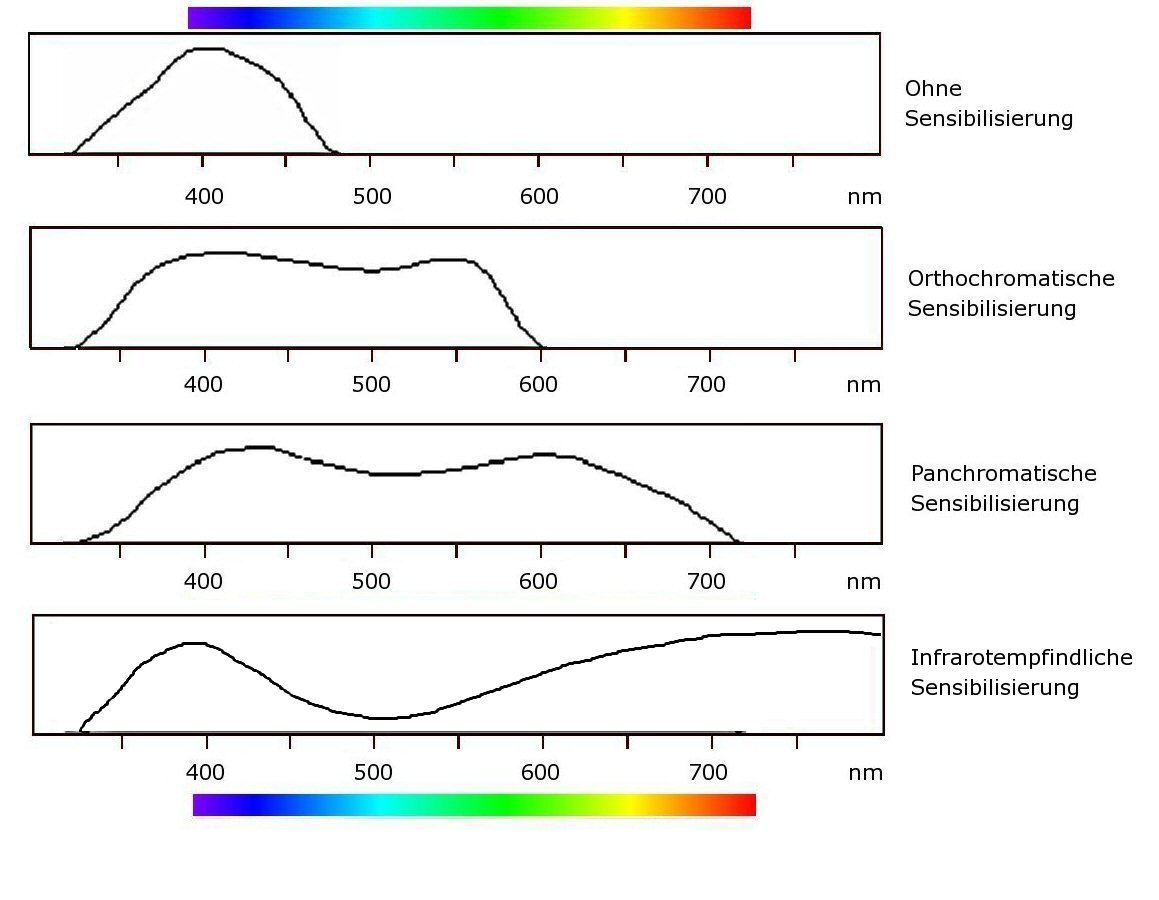
Empfindlichkeitsspektren unterschiedlich sensibilisierter Filmmaterialien

Als Sensibilisierung bezeichnet man in der Analogfotografie
- die Beeinflussung der Farbempfindlichkeit einer fotografischen Emulsion für unterschiedliche Bereiche des sichtbaren Lichts sowie
- die Beeinflussung der gesamten Lichtempfindlichkeit einer fotografischen Emulsion.

## Farbumsetzung in Graustufen

### Ohne Sensibilisierung
Die fotografischen Platten aus der Frühzeit der Fotografie waren überwiegend für blaue Strahlen empfindlich, für grüne, gelbe und rote dagegen wenig oder gar nicht; dies liegt daran, dass Silberbromide ohne weitere Zusätze Licht nur im ultravioletten und blauen Spektralbereich absorbieren.
Daher wurden blaue und violette Kleider in frühen Fotografien oft weiß, gelbe und rote dagegen schwarz wiedergegeben. Die Fotografie nach farbigen Gegenständen (Gemälden) begegnete dadurch den allergrößten Schwierigkeiten. Leuchtende Wolken in Sonnenuntergangsbildern erschienen beispielsweise in der Fotografie schwarz, der dunkelblaue Himmel dagegen hell etc., und nur durch Retusche des Negativs konnte man diese Mängel verdecken.
Die Ursache dieser Empfindlichkeit photographischer Platten für Blau und Violett wurde darin erkannt, dass die Platten wesentlich nur das blaue und violette Licht absorbierten und dass nur diese absorbierten Strahlen auf die Platte wirkten, die übrigen nicht.
Betroffen sind alle alten Verfahren wie Heliographie, Daguerreotypie, Kalotypie sowie Kollodium-Nassverfahren und frühes Gelatine-Trockenverfahren.

### Orthochromatische Sensibilisierung

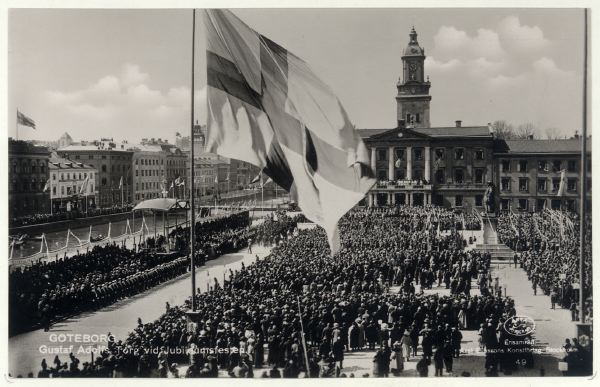
Schwedische Flagge (blau mit gelbem Kreuz) auf orthochromatischem Film, Göteborg 1923

Hermann Wilhelm Vogel versuchte nun bereits 1873, dem Silberbromid Stoffe beizumischen, welche das grüne und gelbe Licht absorbierten, um die photographische Platte dadurch auch für jene Strahlen empfindlich zu machen. Der Versuch war schließlich 1884 mit der Entdeckung von Eosin von Erfolg gekrönt und wurde die Basis zur Entwicklung der farbenempfindlichen, orthochromatischen Verfahren. Vogel benutzte hierfür leicht verschiedene organische Farbstoffe wie Fuchsin, Cyanine und Eosin, erreichte zuerst jedoch nur Sensibilisierung für die mittleren Wellenlängen des optischen Spektrums.
Zuerst versuchte Ducos de Hauron dieses Prinzip praktisch anzuwenden. Die nachteilige Wirkung der Sensibilisatoren auf die fotografischen Chemikalien stellte aber der Praxis Hindernisse in den Weg, die hauptsächlich durch Einführung der Gelatinetrockenplatten durch Richard Leach Maddox um 1871 beseitigt wurden.
Attout Tailfer brachte 1883 mit Eosin gefärbte isochromatische Gelatineplatten in den Handel; 1884 entdeckte Vogel die optisch sensibilisierende Kraft des Jacobsenschen Chinolinrots und präparierte mit diesem unter Zusatz von Chinolinblau die farbenempfindlichen Azalinplatten.
Alle diese isochromen Platten bedurften aber zur Abschwächung des zu stark wirkenden blauen Lichts noch der Einschaltung einer Gelbscheibe bei der Aufnahme. Diese Mängel überwand Hermann Wilhelm Vogel durch Einführung des Eosinsilbers als optischen Sensibilisators. Durch seine und Johann Baptist Obernetters Bemühungen entstanden die Eosinsilberplatten, welche sich von den herkömmlichen farbenempfindlichen Trockenplatten durch bedeutend höhere Empfindlichkeit auszeichnen. Nur für Aufnahmen von Gemälden bedürfen dieselben noch zuweilen (bei leuchtend blauen Tönen) einer Gelbscheibe, bei Landschaften, Porträts etc. nicht.

### Panchromatische Sensibilisierung
Vogels orthochromatische Sensibilisierung wurde 1902 durch Adolf Miethe und Arthur Traube weiter verbessert; mit der so genannten panchromatischen Sensibilisierung wurde erstmals eine vollständige Tonwertrichtigkeit bei der Umsetzung von Farben in Graustufen erzielt.
Die panchromatische Sensibilisierung bildet die Grundlage für jede Farbfotografie.

## Farbumsetzung in der Farbfotografie
Auf der Basis von panchromatischem Material sowie Farbfiltern war die Entwicklung von Farbfilmen möglich.
Siehe Farbfilm, Kornrasterverfahren, Linienrasterverfahren, Linsenrasterverfahren, Chromogenes Verfahren, Farbkuppler.

## Farbumsetzung in Falschfarben
Siehe Infrarotfilm.